# Forze di polizia in Polonia
Le forze di polizia in Polonia  sono di competenza statale, anche se alcune città hanno corpi di polizia.

## Storia

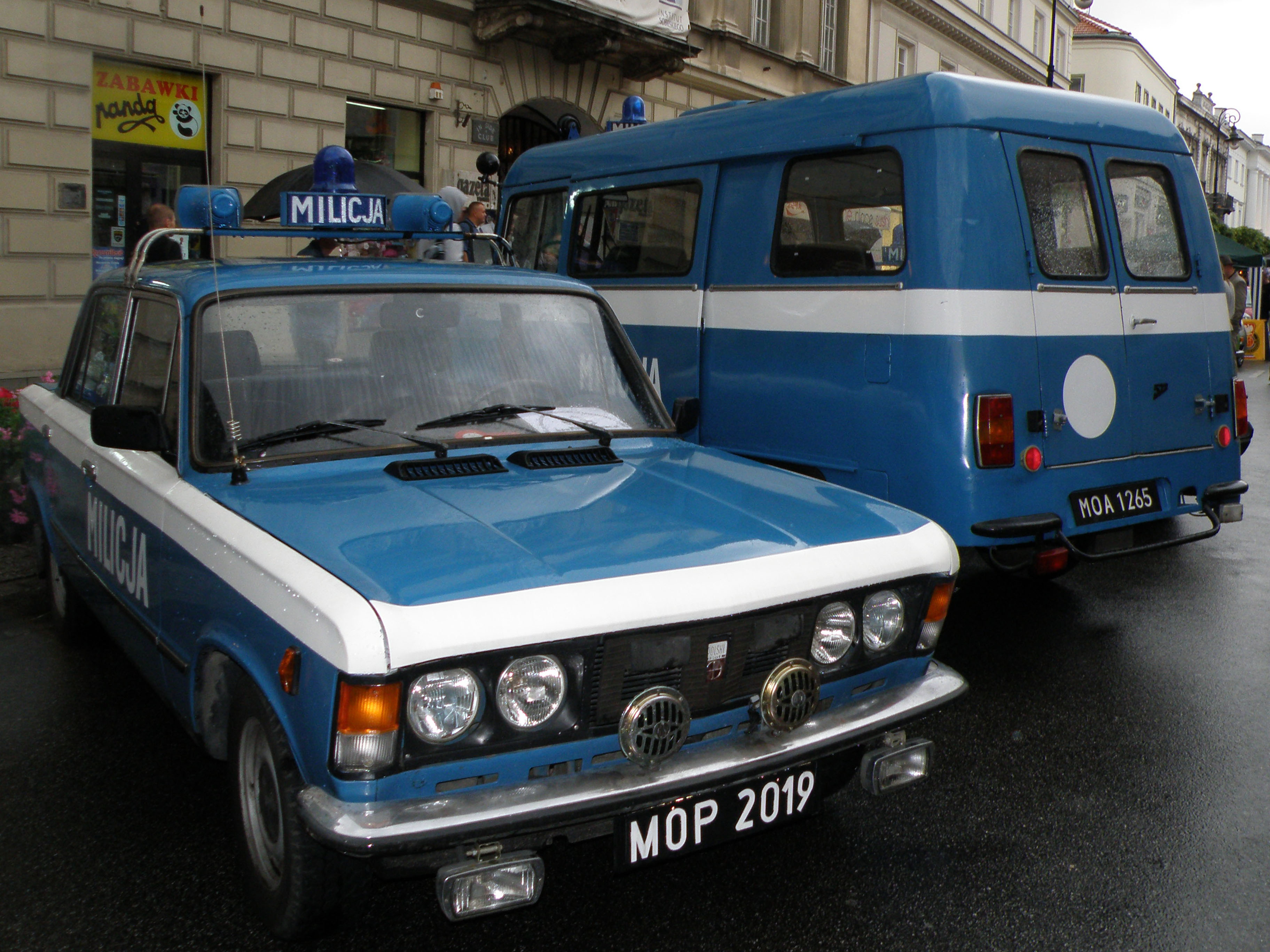
Veicolo della Milicja Obywatelska

Nell'era comunista la sicurezza in Polonia era garantita dalla Milicja Obywatelska, in italiano Milizia dei Cittadini, formata in modo simile alle polizie dei paesi del Patto di Varsavia. Questa polizia era organizzata in reparti stradale, di prevenzione del crimine e d'inchiesta. È stata soppressa nel 1990. Esisteva anche un reparto speciale paramilitare, quello degli ZOMO.

## Le forze contemporanee

### Policja
La Policja è la forza di polizia nazionale, sotto diretto controllo del governo. Gestiscono settori che vanno dalla sicurezza stradale al terrorismo. I voivodati non hanno alcuna competenza nella sua gestione.

### Żandarmeria Wojskowa
La Żandarmeria Wojskowa (it. gendarmeria militare) è il corpo di gendarmeria della Polonia. Nata da agenzie segrete e sicurezza militare del periodo comunista, oggi fa partecipante della Forza di gendarmeria europea.

### Straż Graniczna

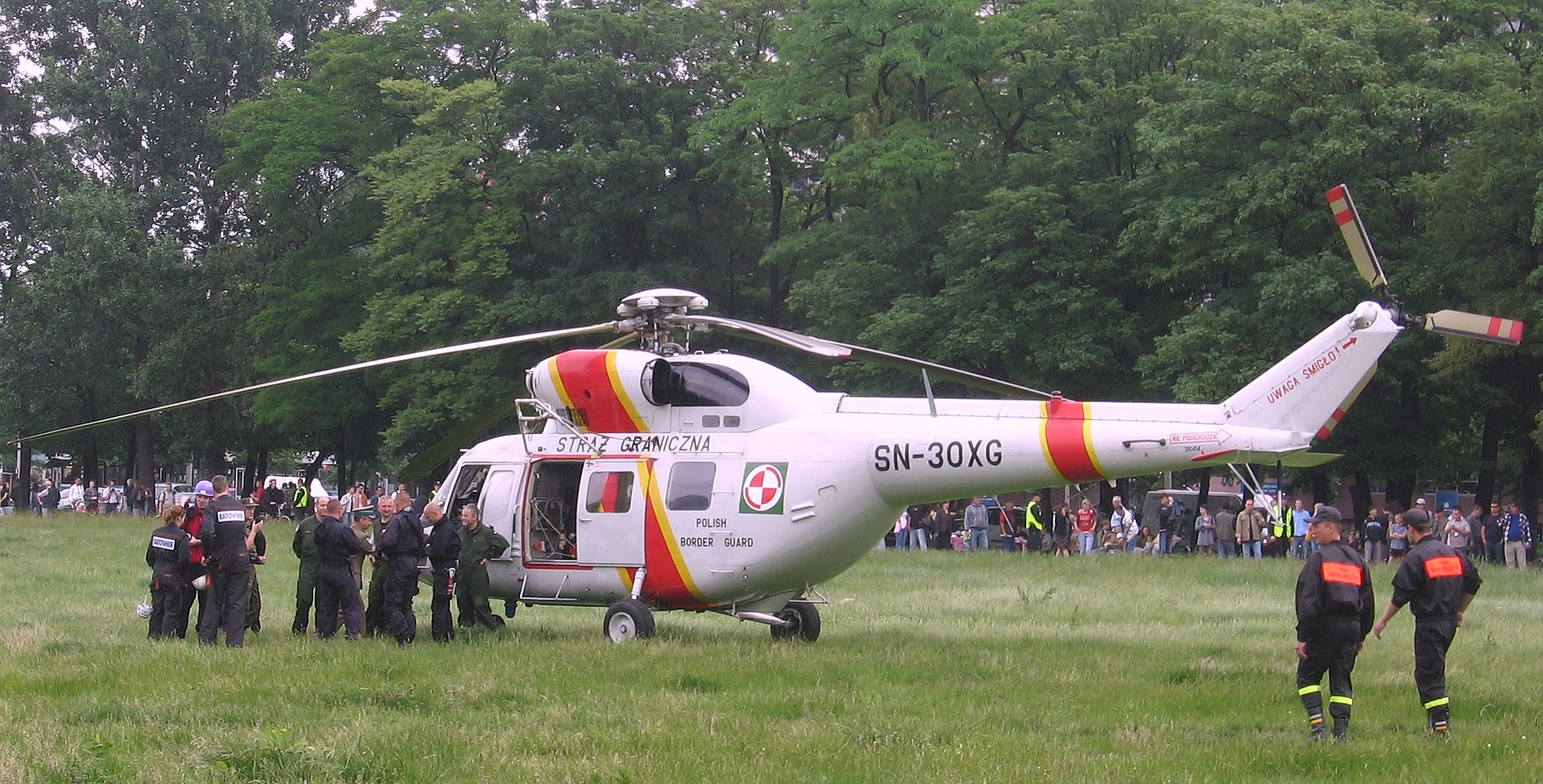
Elicottero delle guardie di frontiera

La sicurezza delle frontiere polacche è affidata alla Straż Graniczna (guardia di frontiera). Le guardie di frontiera si occupano di prevenzione del contrabbando, sicurezza delle aree di frontiera e di sicurezza nazionale. 

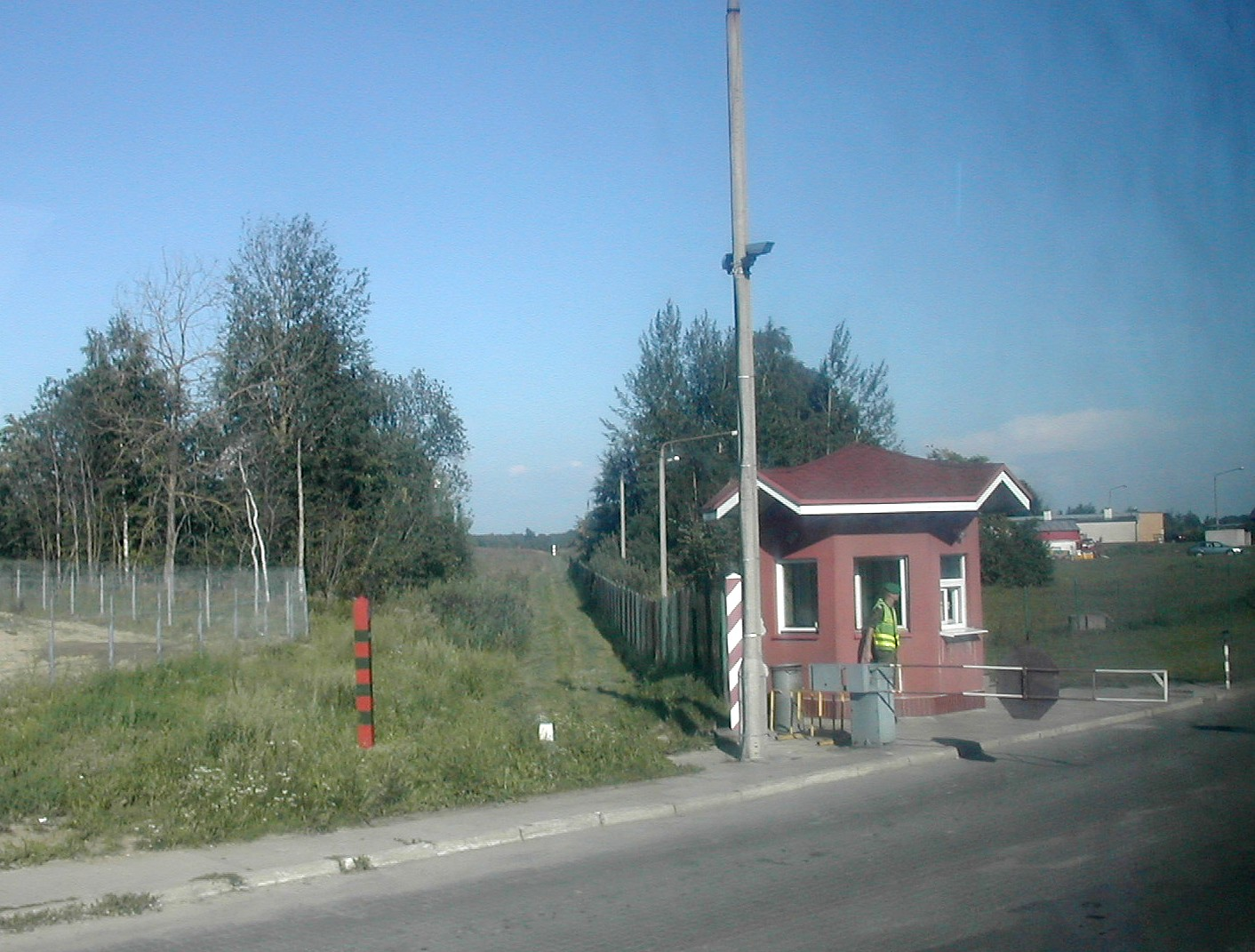
Frontiera tra Polonia e Russia

Con l'ingresso della Polonia nell'UE, la Guardia di Frontiera si occupa anche di proteggere i confini europei. 

Służba Celna-Skarbowa (servizio doganale e fiscale), invece, si occupa di riscuotere i dazi doganali e di effettuare i controlli doganali.

### Straż miejska

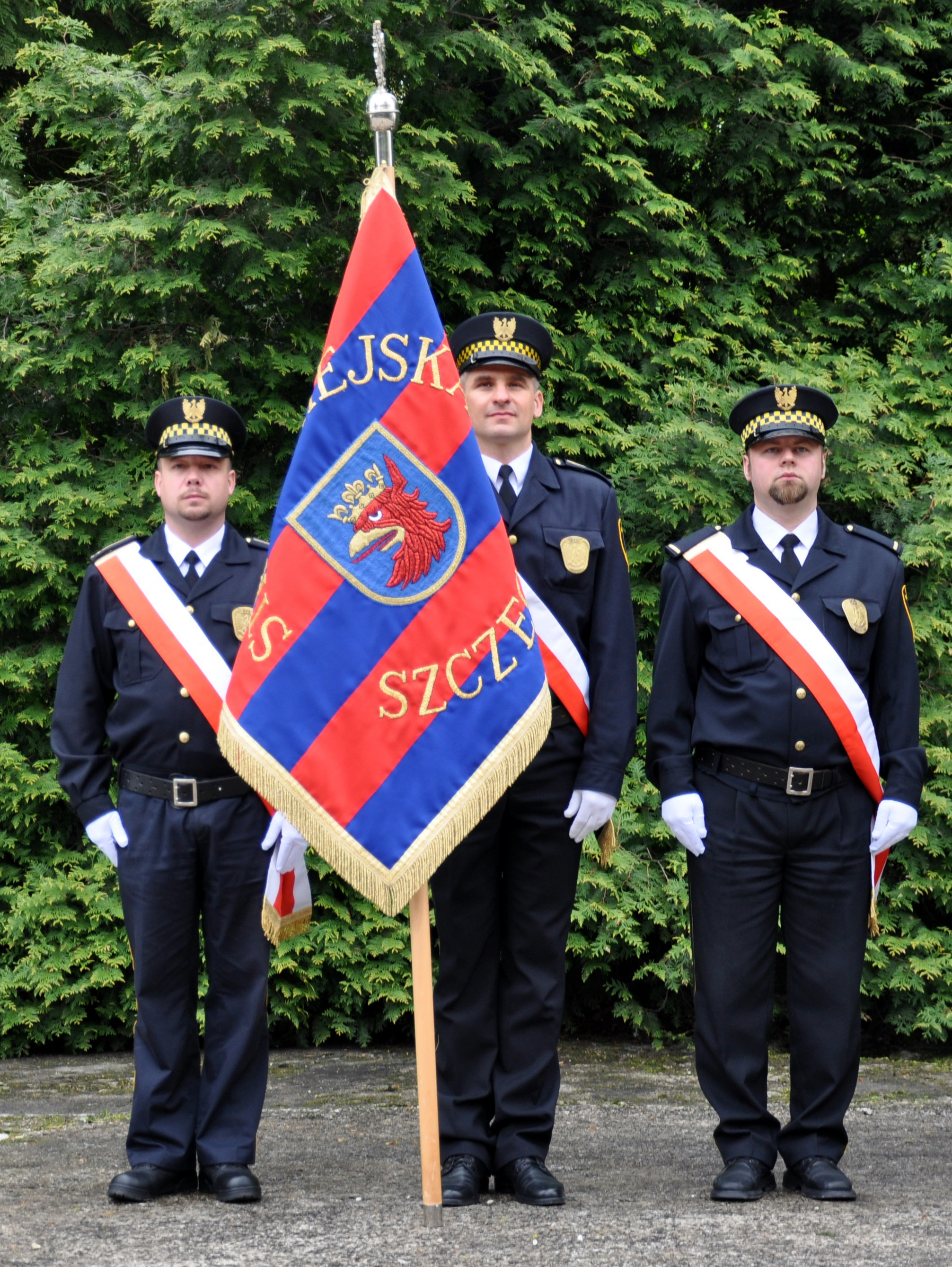
Lo stendardo della Guardia Civica di Stettino

Alcune municipalità hanno diritto a possedere dei corpi di Polizia urbana, dette Straż miejska (guardie civiche). Operano assieme alla Policja e hanno meno poteri di essa. In alcune municipalità non hanno armi, e non hanno il diritto di arrestare. 

Tendenzialmente si occupano di sicurezza stradale e pattugliamento.